# Premolis rhyssa
Premolis rhyssa là một loài bướm đêm thuộc phân họ Arctiinae, họ Erebidae.